# Chevrolet S10

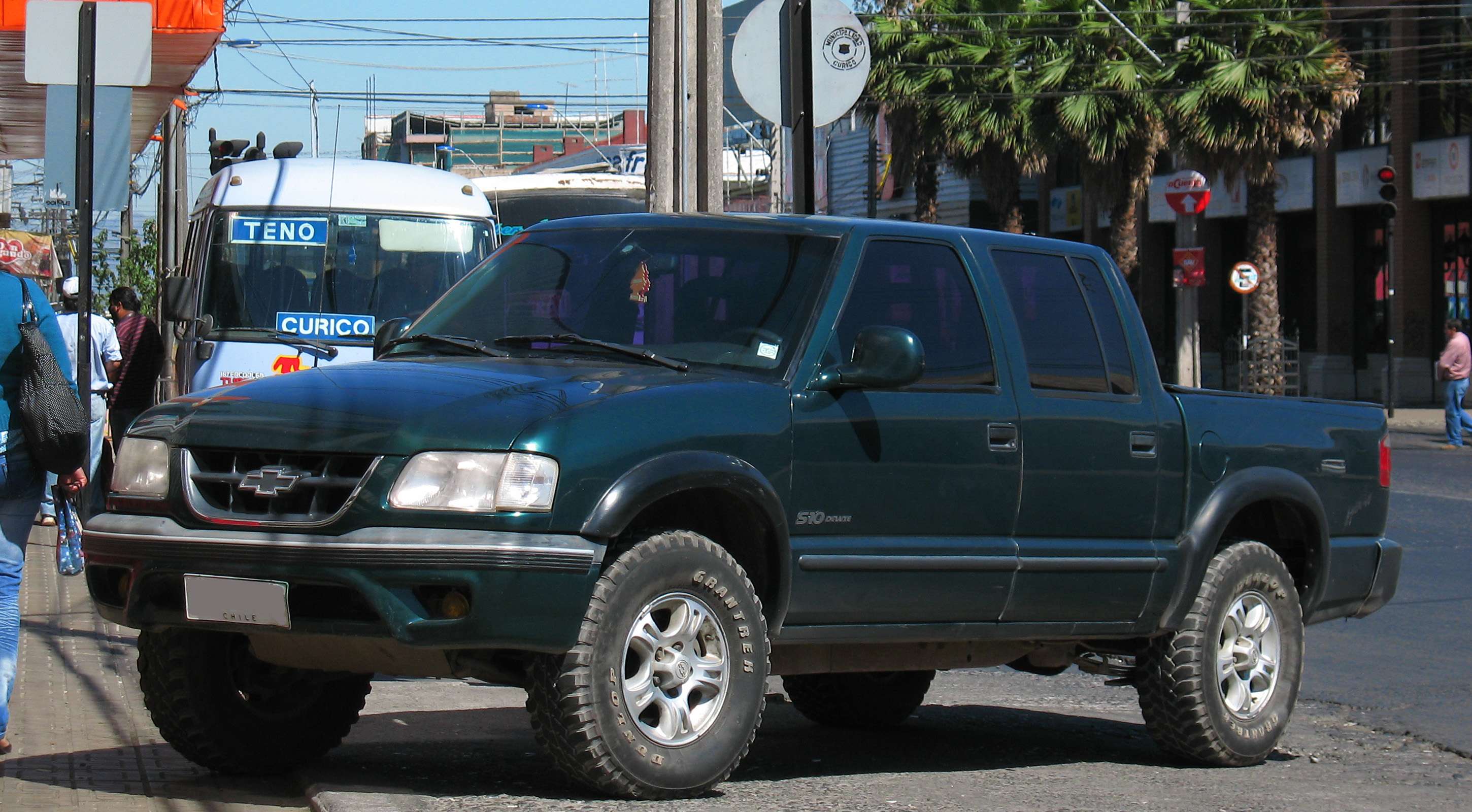
Chevrolet S-10 Apache 2.4 Deluxe 2000

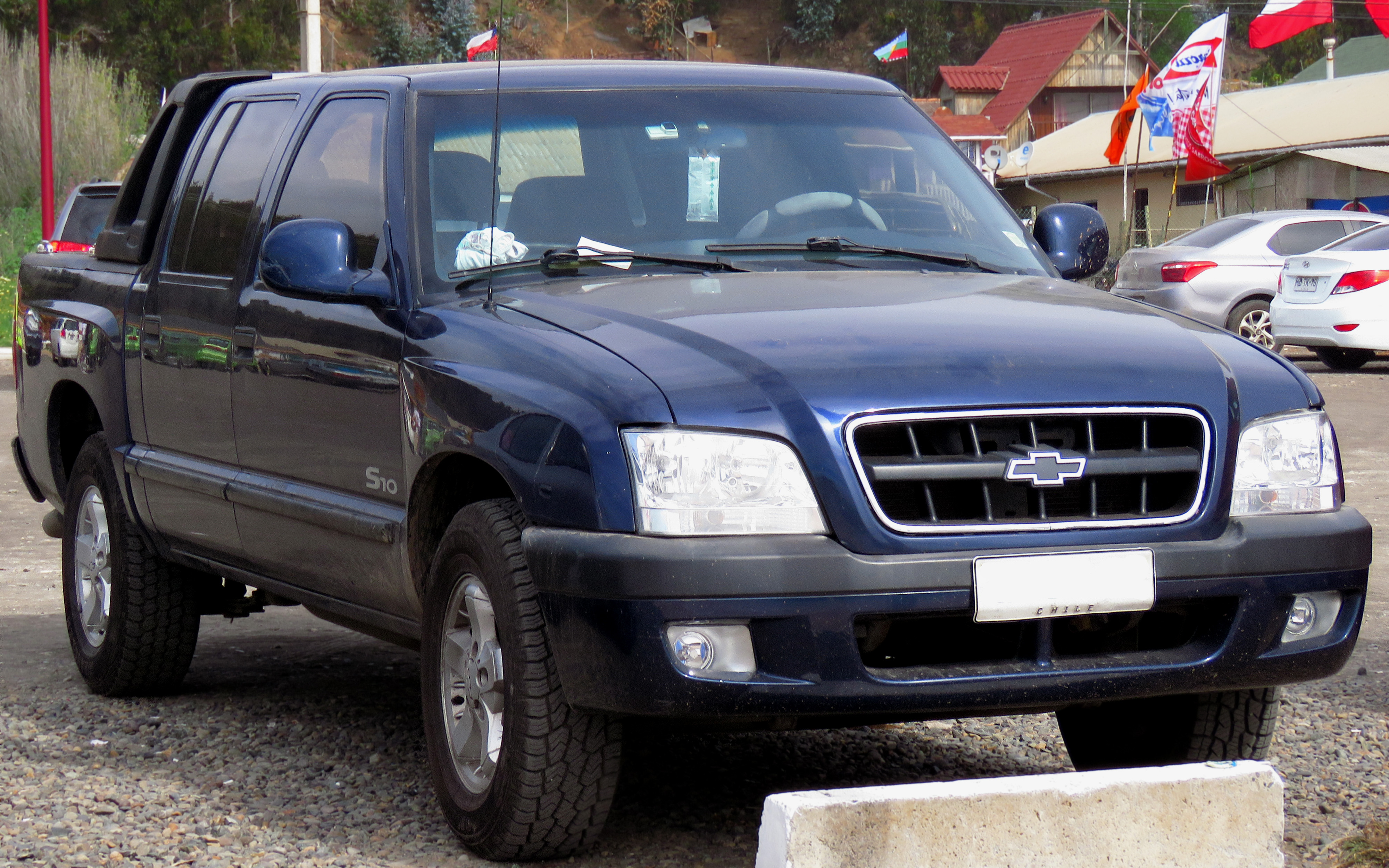
S10 segunda geração

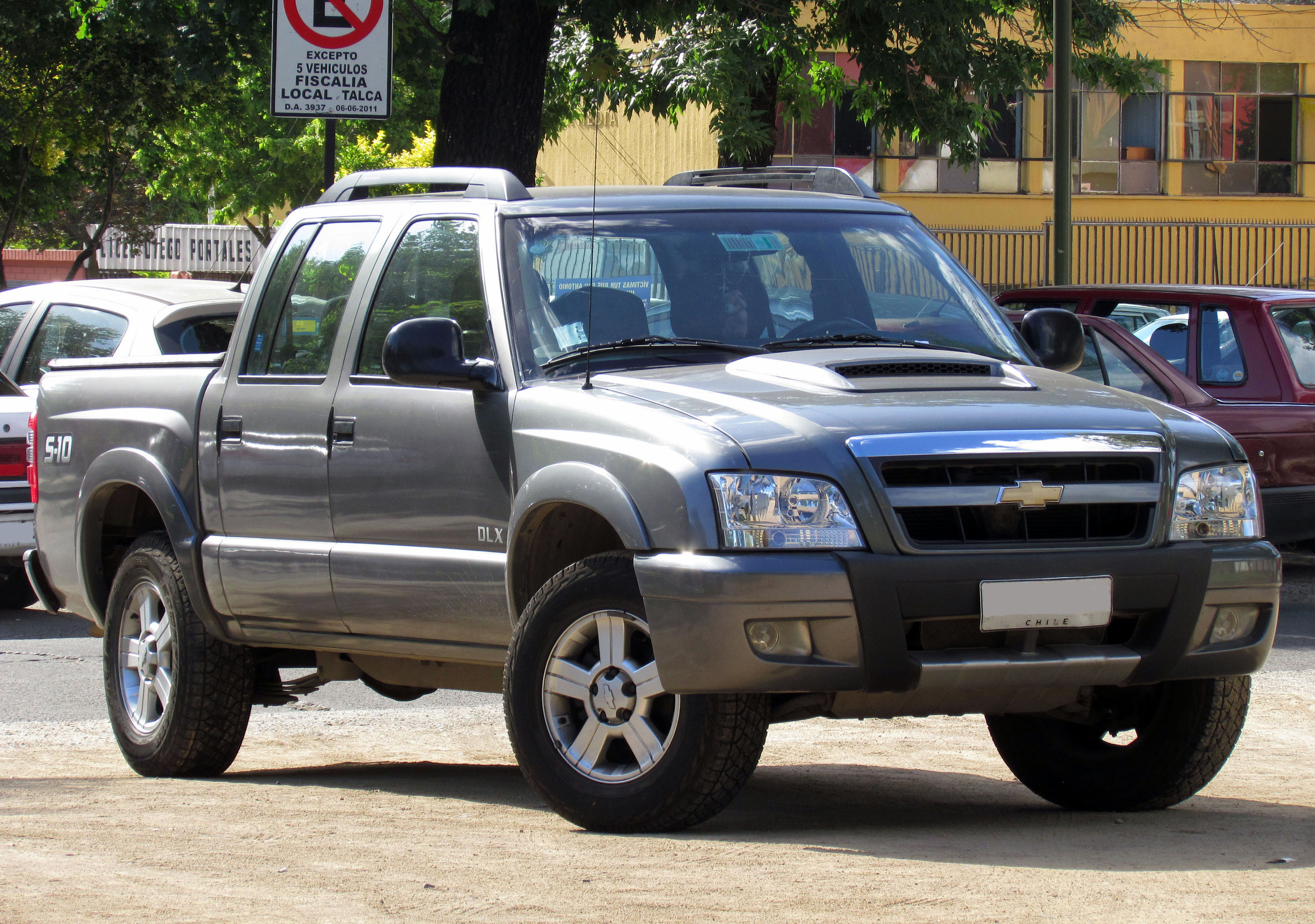
S10 segunda geração após um facelift

A Chevrolet S10 é uma picape de porte médio da Chevrolet produzida no Brasil desde 1995. De mecânica relativamente simples, foi campeã de vendas de 1996 até 2005.
Em 2017, comemorou a marca de 1 milhão de unidades produzidas – junto da irmã Trailblazer – na fábrica de São José dos Campos (SP), e, em 2020, comemorou 25 anos de produção no país com mais de 1 milhão de unidades produzidas, do qual 750 mil destinadas ao mercado local.

## Primeira geração
A primeira geração da Chevrolet S10 chegou ao Brasil em 1995 inaugurando o segmento de picapes medias, na qual compartilha a frente com a americana Isuzu Hombre, foi lançada com cabine simples e com motor 2.2 de 106 cv e 19,2 mkgf herdado do Chevrolet Omega, que transformou a S10 na primeira picape com injeção eletrônica, alguns meses depois chegou ao mercado a versão com motor a diesel turbo de 2.5L com 95CV junto com a versão SUV, a Chevrolet Blazer.

## Segunda geração
A segunda geração veio com a Chevrolet Colorado substituindo a S10 brasileira em 2012, mas mantendo o nome clássico S10, é um projeto global da General Motors, que tambem substitui a primeira geração da Chevrolet Colorado nos Estados Unidos, essa terceira geração foi desenvolvida no Brasil.

## Outras Versões

### GMC S15/Sonoma
A GMC nos EUA lançou a sua versão própria da S10, com o nome S15 que mais tarde foi trocado pelo nome GMC Sonoma, a primeira geração teve a duração de 1981-1993 e a segunda geração no período de 1994 – 2004.

### Isuzu Hombre
Em 1996 a Isuzu lançou a sua versão Isuzu Hombre, que com a baixa demanda sai de linha no ano 2000, esse modelo era baseado na versão brasileira da S10.

## Anos e modificações

### 1995
- Início da produção da cabine simples nas versões Standard e Deluxe na única opção de motor à gasolina de quatro cilindros, o 2.2 EFI.

### 1996
- Início da produção da cabine estendida (apenas S10 Deluxe) e dupla, a linha passa a contar com dois novos motores: quatro cilindros 2.5 Maxion Turbo Diesel de 95 cavalos (apenas cabine dupla) e o 4.3 V6 Gasolina de 180 cavalos (apenas cabine estendida) disponível apenas na versão Deluxe.
- Início da produção da Chevrolet S10 Blazer no Brasil.

### 1997
- Os modelos passaram a utilizar 5 parafusos para fixação em cada roda (anteriormente eram 6).
- Início de fabricação da S10 Cabine Simples Deluxe 4.3 V6 a Gasolina, e cabine estendida a diesel.
- Outubro: chega as lojas a linha 98, e as modificações baseiam-se no motor à gasolina de quatro cilindros, que de EFI, torna-se 2.2 MPFI.

### 1998
- Início da S10 Cabine Dupla Deluxe 4.3 V6 a Gasolina.
- S10 Deluxe Champ 98 com motor 4.3 V6 a Gasolina (cabine simples), e cor verde - Referência à Copa da França.
- Inicia-se a fabricação das S10 e Blazer, com tração 4x4, com motores 2.5 Maxion Turbo Diesel (exceção, cabine estendida) e 4.3 V6 a Gasolina.
- Último ano das S10 Deluxe e com o motor à gasolina de quatro cilindros 2.2 e da cabine estendida a diesel.

### 1999
- Último de fabricação da cabine estendida e mudanças estéticas.
- Início de fabricação da S10 Cabine Dupla Deluxe Executive 4.3 V6 4x2 ou 4x4 (automática).

### 2000
- Fim do motor 2.5 Maxion Turbo Diesel em virtude da chegada do motor 2.8 MWM Turbo Intercooler Diesel de 132 cavalos. Último ano dos modelos 4.3 V6 Gasolina com tração 4x4, e último ano da S10 Cab. Simples Deluxe 4.3 V6 Gasolina.
- S10 Barretos com motor 2.2 (cabine simples, série especial).
- Dezembro: é realizada a grande mudança em toda linha S10 e Blazer (linha 2001). Por esse motivo também é reavaliada a estratégia de vendas da S10 assim como suas versões, o motor à gasolina de quatro cilindros, passa de 2.2 (110 cavalos) para 2.4 (128 cavalos), apenas na versão Standard (cabine simples e dupla), e as versões Deluxe 2.8 Turbo Diesel 4x2 e 4x4 (apenas cabine dupla), assumem o posto de "top", já que as versões 4.3 V6 Gasolina 4x2, são temporariamente fora de linha.

### 2001
- S10 Rodeio com motor 2.4 (cabine simples, série especial).
- Abril: motor 4.3 V6 a Gasolina 4x2, volta em cena nas versões Deluxe e Executive (apenas cabine dupla), há também a opção de transmissão automática.
- Dezembro: encerrada a produção da S10 Cabine Dupla 4.3 V6 Gasolina 4x2 (automática).[11]

### 2002
- Início de fabricação da S10 Cabine Dupla Executive 2.8 Turbo Diesel traçao 4x4 (mecânica).
- S10 Sertões 2.8 Turbo Diesel traçao 4x4 (cabine simples e dupla, série especial).

### 2003
- São realizadas pequenas mudanças estéticas, as versões continuam sendo as mesmas (Deluxe passa para DLX) de 2002, com exceção da versão Sertões;
- Agosto: encerrada a produção da S10 Cabine Simples à Gasolina.
- Versões passam a ser montadas por pacotes com base na versão Standard (linha 2004, e opção de pacote DLX para os modelos 2.4). O painel perdeu o voltímetro e o manômetro em virtude de custos.

### 2004
- Setembro: lançada a linha 2005 nos seguintes motores e versões, 2.4 a Gasolina 4x2 (Colina e Tornado, apenas cabine dupla) e 2.8 Turbo a Diesel 4x2 e 4x4; Colina (cabine simples e dupla); Tornado (cabine dupla); Executive (cabine dupla).

### 2005
- Agosto: mudanças na grade dianteira em formato de cruz, entrada de ar para refrigeração do motor. O motor 2.8 Turbodiesel ganhou gerenciamento eletrônico, três válvulas por cilindro e injeção por duto único (common-rail) de 132 cv passa a 140 cv, aplicação de acelerador eletrônico e o sistema Track-Lock, um diferencial blocante. Início da S10 Cabine Dupla Advantage 2.4 Gasolina 4x2.

### 2007
- Novo motor 2.4 FlexPower, 141 cv (Gasolina) / 147 cv (Alcool), na versão Advantage.

### 2008
- Restilização para a linha 2009 (capô, pára-lamas dianteiros e tampa traseira); Cabine Simples inicia a versão Advantage 2.4 Flexpower 4x2, e volta a ter a versão Executive à gasolina (cabine dupla, 2.4 Flexpower 4x2).[12]

### 2010
- Nova grade frontal, tampa traseira e novos bagageiro no teto e o para-choque dianteiro, mesma motorização (2.4 FlexPower).

### 2012
- Nova geração é lançada em fevereiro, com nova motorização 2.8 diesel, gerando 180 cv e novo câmbio automático de seis marchas.[13]

### 2013
- No final de 2013 a Chevrolet muda o motor de 2.8 diesel de 180 cavalos para 2.8 diesel de 200 cavalos tornando-a ainda mais potente, mesmo com o motor anterior de 180 cv já era superior em relação a até então imbatível Toyota Hilux com apenas 171 cv, com o motor mais potente de 200 cv a S10 agora está entre as duas caminhonetes mais potentes do Brasil junto com a Ford Ranger
- Pesando 6.300 kg totais em sua carroceria.

### 2017
- Em outubro foi lançada no Brasil a série especial 100 Years, edição comemorativa ao centenário de produção desse tipo de veículo pela Chevrolet nos Estados Unidos. Serão produzidas apenas 450 unidades, somente na cor azul Steel, ao preço de R$ 187.590,00.[14][15]